# إنقاذ يهود الدنمارك

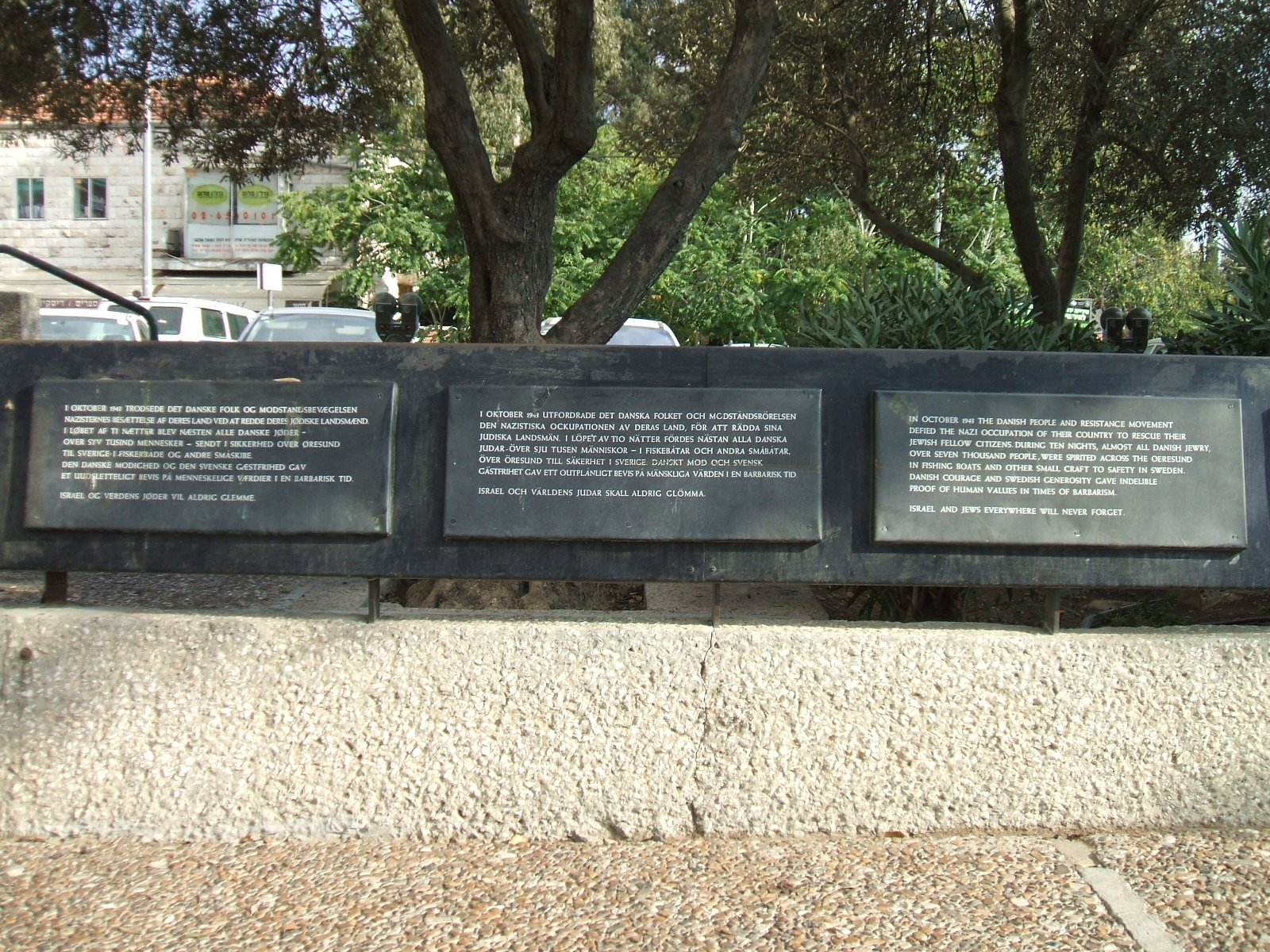
النصب التذكاري في ميدان الدنمارك بالقدس الغربية

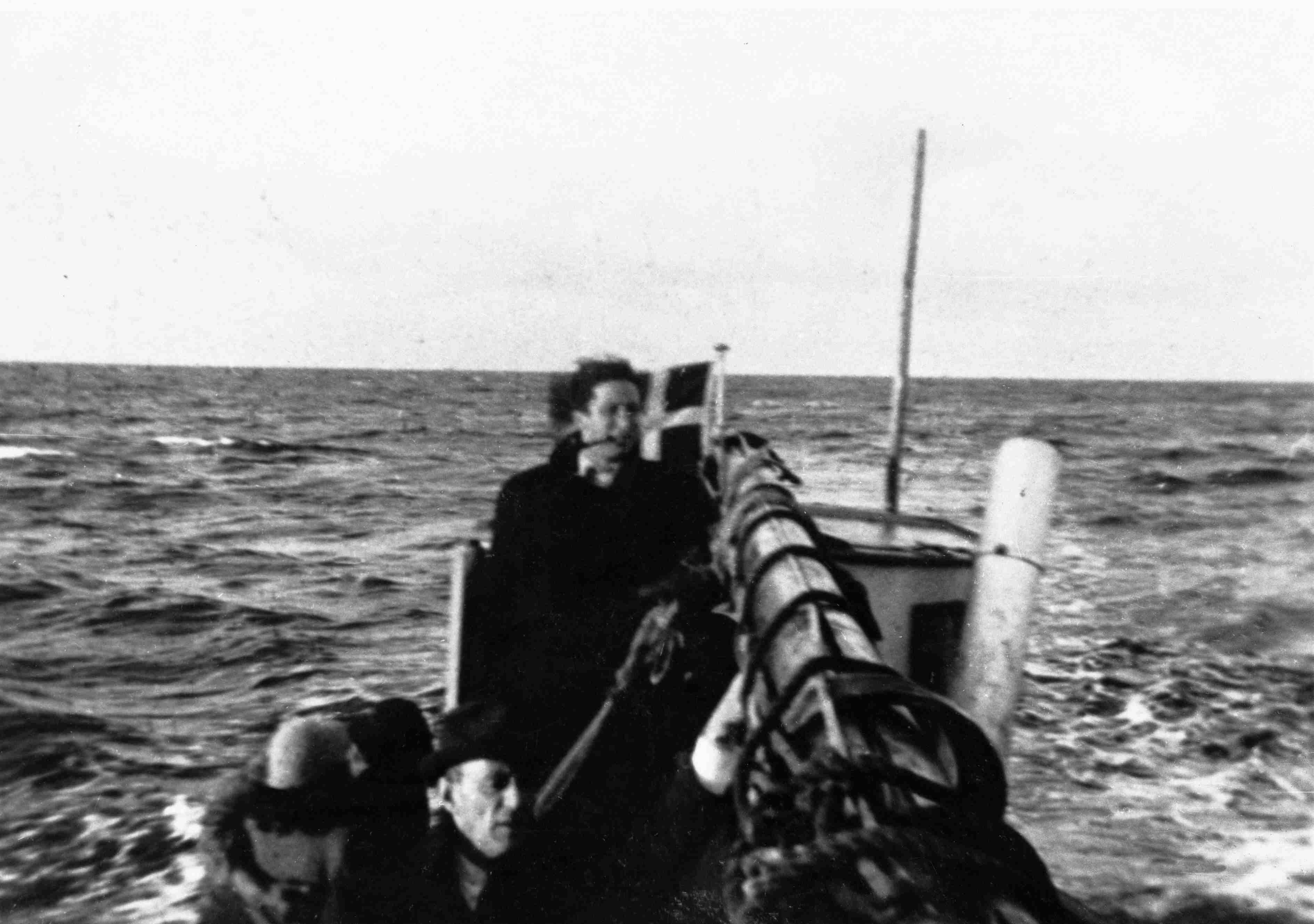
تهريب يهود الدنمارك بالقوارب إلى السويد

حدث إنقاذ يهود الدنمارك في أيام احتلال ألمانيا النازية للدنمارك إبّان الحرب العالمية الثانية. إذ أمر زعيم النظام النازي أدولف هتلر في الأول من أكتوبر عام 1943، أن يُعتَقل اليهود الدنماركيون ويرحَّلوا إلى معسكرات الاعتقال النازية. استطاعت حركة المقاومة الدنماركية بمساعدة كثير من المواطنين الدنماركيين إجلاء 7220 يهوديًّا دنماركيًّا من أصل الـ7800 يهودي الذي كانوا يعيشون في الدنمارك، ومعهم 686 من أزواجهم غير اليهود عبر البحر إلى السويد، التي كانت دولة محايدة خلال الحرب.
استطاع معظم اليهود الدنماركيين بمساعدة هذه العملية الهروب من الاعتقال النازي، وهي عملية من أكبر عمليات المقاومة الجمعية ضد الاضطهاد في الدول التي احتلتها ألمانيا النازية. نتيجة عملية الإنقاذ هذه، والتسوية الدنماركية لأوضاع 464 يهوديًّا دنماركيًّا كانوا قد اعتُقلوا ورحلوا إلى معسكر اعتقال ثيرسيتستادت في محمية بوهيميا ومورافيا، استطاعت نسبة 99% من يهود الدنمارك أن ينجوا من الهولوكوست.

## «المحمية النموذجية» (1940–1943)
في التاسع من أبريل عام 1940، احتلت ألمانيا النازية الدنمارك والنرويج. استسلمت الحكومة الدنماركية لأنها أدركت أن المقاومة المسلحة الناجحة مستحيلة، ومن أجل حفظ دماء المدنيين، كان ذلك بعد عدة اشتباكات في صباح الغزو.
صرّحت الحكومة الألمانية النازية بأن الاحتلال كان إجراءً ضد الحلفاء وأن ألمانيا لا تنوي إفصاد الاستقلال الاقتصادي للدنمارك. كان وقع الاحتلال على البلاد خفيفًا في بادئ الأمر، بسبب تعهد الحكومة الدنماركية بالتعاون المخلص مع الألمان النازيين. حتى أن الإعلام النازي أطلق على الدنمارك تسمية «محمية نموذجية»، ولُقّبت «الجبهة الكريمية» (بالألمانية: Sahnefront)‏، بسبب سهولة احتلالها وغزارة أعداد منتجات الألبان فيها. ظل الملك كريستيان العاشر على عرشه واستمر عمل الحكومة الدنماركية والبرلمان والمحاكم الوطنية. وكانت الحكومة الدنماركية هي التي تفرض الرقابة على الإذاعة والصحافة الدنماركية، بدلًا من السلطات الألمانية العسكرية والمدنية.
في السنين الأولى من الاحتلال، كان المسؤولون الدنماركيون يؤكدون باستمرار لسلطات الاحتلال الألمانية النازية أن الدنمارك خالية من أي «مشكلة يهودية». أدرك الألمان أن نقاش «المسألة اليهودية» في الدنمارك قضية محتمَلة الانفجار في أي لحظة، وقد تحطم العلاقة المثالية بين الدنمارك وألمانيا وتسبب مشكلات سياسية واقتصادية في ألمانيا. بالإضافة إلى هذا، اعتمد الرايخ الألماني على الزراعة الدنماركية التي وفرت اللحم والزبدة لنحو 3.6 مليون ألماني في عام 1942. نتيجةً لهذا، عندما حاول المسؤولون في برلين أن يطبقوا السياسات المعادية لليهود في الدنمارك، كان الدنماركيون يحاولون تجنب أي نقاش عن يهودهم أو تأجيله، حتى النازيون المعتقدون بالنازية منهم، مثل مقوض الرايخ فيرنر بيست.
وفي أواخر عام 1941، في أثناء زيارة وزير الخارجية إريك سكافينيوس إلى برلين، أكّدت السلطات الألمانية هناك (ومن ضمنهم هيرمان غورنغ) أنه على الدنمارك ألا تتجنب «مسألتها اليهودية». استعملت صحيفة دنماركية معادية للسامية هذه التصريحات على أنها فرصة للهجوم على اليهود في البلاد، وبعد ذلك بقليل جرت محاولة حرق المعبد اليهودي الكبير في كوبنهاغن. استجابت الحكومة بحزم، وفرضت المحاكم غرامات باهظة وأحكام سجن على المحررين والمشتبه بهم في عملية الحرق، واتخذت الحكومة تدابير إدارية أخرى. فسّرت السلطات الألمانية عقوبات الحكومة الدنماركية ضد الجرائم المعادية للسامية على أنها علامة على أن الحكومة لن تتعاون مع الألمان حين يبدؤون اتخاذ تدابيرهم المحتملة ضد يهود الدنمارك.

## وصلات خارجية
- جهود الإنقاذ في الدنمارك - موسوعة الهولكوست
- الدنمارك – التحرك السري لإنقاذ اليهود من براثين النظام النازي - المركز العالمي التوثيقي والبحثي والتعليمي لتخليد ذكرى الهولوكوست
- "مصير يهود الدنمارك" (بالإنجليزية)
- الإنقاذ والطرد والتواطئ: صعوبات الدنمارك مع ماضيها خلال الحرب العالمية الثانية. (بالإنجليزية)
- المعلومة من النازي الذي أنقد جدي وجدتي - هيئة الإذاعة البريطانية (بالإنجليزية)